# Stade Amari Daou
Het Stade Amari Daou is een multifunctioneel stadion in Ségou, Mali. Het stadion wordt vooral gebruikt voor voetbalwedstrijden. De voetbalclub AS Biton speelt in dit stadion zijn thuiswedstrijden. 

## Afrikaans kampioenschap voetbal 2002
In 2002 werden in dit stadion voetbalwedstrijden voor de Afrika Cup van dat jaar gespeeld. In dit stadion werden 5 van de 6 wedstrijden in poule B gespeeld.
| № | Datum           | Wedstrijd                  | Uitslag | Afrika Cup 2002 | Toeschouwers |
| - | --------------- | -------------------------- | ------- | --------------- | ------------ |
| 1 | 20 januari 2002 | Zuid-Afrika – Burkina Faso | 0 – 0   | Groepsfase      | 12.000       |
| 2 | 21 januari 2002 | Marokko – Ghana            | 0 – 0   | Groepsfase      | 4.000        |
| 3 | 24 januari 2002 | Zuid-Afrika – Ghana        | 0 – 0   | Groepsfase      | 5.000        |
| 4 | 26 januari 2002 | Burkina Faso – Marokko     | 1 – 2   | Groepsfase      | 6.000        |
| 5 | 30 januari 2002 | Zuid-Afrika – Marokko      | 3 – 1   | Groepsfase      | 3.000        |